# هاي باريك أمري (مقاطعة فارياب)
هاي باريك أمري (بالفارسية: موتورهای پاریگ امیری) هي مستوطنة تقع في البلدة المركزية في إيران. يقدر عدد سكانها بـ 602 نسمة بحسب إحصاء 2016.